# Nomocano

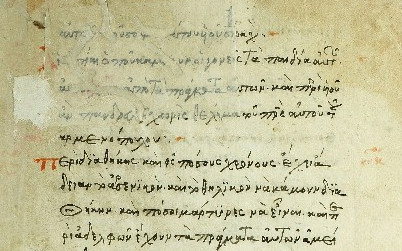
Nomocano

Nomocano (em grego: νομοκανόν; romaniz.: nomokanón; de nomos (lei) e kanon (uma regra)) é uma compilação de leis seculares e regulamentações eclesiásticas presente no direito Oriental. A primeira coleção deste tipo data do final do século VI e é atribuída ao patriarca João III. Ele preparou uma compilação puramente canônica em 50 títulos, e mais tarde compôs uma extrato das Novelas de Justiniano em 87 capítulos. Para cada um dos 50 títulos foram adicionados os textos das leis imperiais sobre o mesmo assunto, com 22 capítulos adicionais quase todos emprestados dos 87 de João. Nesta forma mais antiga a coleção data do reinado do imperador Heráclio (r. 610–641). Suas duas seções incluem os cânones eclesiásticos e as leis imperiais, sendo as últimas divididas em 40 títulos.

Uma segunda coleção, batizada como Nomocano dos Quatorze Títulos, foi produzida durante o reinado de Heráclio por Enantiófanes, um jurista bizantino desconhecido. Nela estão presentes partes da Coleção Tripartida e outros textos do Código de Justiniano (r. 527–565). Um terceiro nomocano da Igreja Grega foi aquele do patriarca Fócio, produzido com base no Nomocano dos Quatorze Títulos. A primeira parte da coleção de Fócio contém os cânones conciliares e as decisões dos Pais da Igreja. É, em essência, a coleção grega de 692, como é descrito pelo cânone II do Concílio Quinissexto, com a adição dos 102 cânones deste concílio, os 17 cânones do Sínodo de Constantinopla de 861 (contra Inácio), e os 3 cânones substituídos pelos autor por aqueles do concílio ecumênico de 869.
Esta coleção toda foi comentada ca. 1170 por Teodoro Bálsamo, o patriarca grego de Antioquia que residia em Constantinopla. Complementado por este comentário, a coleção de Fócio tornou-se parte do Pidálio, uma espécie de corpo jurídico da Igreja Ortodoxa, impresso em 1800 pelo patriarca Neófito VIII. Nesta versão do século IX, o Nomocano dos Quatorze Títulos foi traduzido, no século XI, para o eslavônico pela Igreja Russa, bem como foi integrado ao sintagma publicado por Rhallis e Potlis em Atenas, entre 1852-1859.
Outra obra considerado como um verdadeiro nomocano é o sintagma dos Cânones de Mateus Blastares de ca. 1335, no qual os textos dos cânones e as leis são organizadas em ordem alfabética. Outro nomocano memorável foi aquele composto por João Barebreu (1226-1286) da Igreja Ortodoxa Síria de Antioquia. Vários manuis russos publicados em Kiev e Moscou no século XVII também foram nomocanos.